# Kreshnic Krasniqi
Kreshnic Krasniqi (sinh ngày 15 tháng 9 năm 1994) là một cầu thủ bóng đá người Kosovo thi đấu ở vị trí tiền vệ cho Concord Rangers.

## Sự nghiệp câu lạc bộ
Ngày 20 tháng 9 năm 2014, Kreshnic có màn ra mắt chuyên nghiệp cho Ethnikos Achna ở Cypriot First Division trong thất bại 2-1 trước Nea Salamis, khi vào sân từ phút 68. Sau đó anh thi đấu cho Heybridge Swifts ở vị trí tiền vệ.

## Thống kê sự nghiệp

### Câu lạc bộ
Tính đến 23 tháng 3 năm 2015.
| Câu lạc bộ            | Mùa giải            | Giải quốc nội          | Giải quốc nội | Giải quốc nội | Cup     | Cup       | Châu Âu | Châu Âu   | Khác    | Khác      | Tổng    | Tổng      |
| Câu lạc bộ            | Mùa giải            | Hạng đấu               | Số trận       | Bàn thắng     | Số trận | Bàn thắng | Số trận | Bàn thắng | Số trận | Bàn thắng | Số trận | Bàn thắng |
| --------------------- | ------------------- | ---------------------- | ------------- | ------------- | ------- | --------- | ------- | --------- | ------- | --------- | ------- | --------- |
| Ormideia              | 2013-14             | Cypriot Third Division | 23            | 1             | 5       | 0         | 0       | 0         | 0       | 0         | 28      | 1         |
| Ethnikos Achna        | 2014-15             | Cypriot First Division | 3             | 0             | 0       | 0         | 0       | 0         | 0       | 0         | 3       | 0         |
| Thoi Lakatamia (mượn) | 2014-15             | Cypriot Third Division | 9             | 0             | 0       | 0         | 0       | 0         | 0       | 0         | 9       | 0         |
| Tổng cộng sự nghiệp   | Tổng cộng sự nghiệp | Tổng cộng sự nghiệp    | 35            | 1             | 5       | 0         | 0       | 0         | 0       | 0         | 40      | 1         |